# Hieracium rohacsense
Hieracium rohacsense — вид рослин із родини айстрових (Asteraceae).

## Середовище проживання
Зростає у Європі (Австрія, Словаччина, Німеччина, Італія, Польща, Румунія, Швейцарія, Україна).